# Something About Airplanes
Something About Airplanes é o primeiro álbum de estúdio da banda de indie rock Death Cab for Cutie, lançado 18 de agosto de 1998 em Barsuk Records. A versão remasterizada aniversário do álbum foi lançado em 25 de Novembro de 2008.
Primeiras gravações de cinco músicas deste álbum podem ser encontradas ''You Can Play These Songs with Chords compilation''.
A edição de décimo aniversário do álbum foi lançada em 25 de novembro de 2008, que caracteriza trabalhos artísticos redesenhados, encarte por Sean Nelson e um disco bônus incluindo a primeira apresentação em Seattle da banda no Crocodile Cafe em fevereiro de 1998.

## Faixas do álbum
| N.º | Título                              | Duração |  |
| 1.  | "Bend to Squares"                   | 4:33    |  |
| 2.  | "President of What?"                | 4:01    |  |
| 3.  | "Champagne from a Paper Cup"        | 2:38    |  |
| 4.  | "Your Bruise"                       | 4:19    |  |
| 5.  | "Pictures in an Exhibition"         | 3:49    |  |
| 6.  | "Sleep Spent"                       | 3:37    |  |
| 7.  | "The Face That Launched 1000 Shits" | 3:41    |  |
| 8.  | "Amputations"                       | 4:54    |  |
| 9.  | "Fake Frowns"                       | 4:30    |  |
| 10. | "Line of Best Fit"                  | 7:16    |  |

| Reissue (disco bônus) – Ao vivo em Crocodile Cafe, Fevereiro de 1998 |                                                 |         |  |
| N.º                                                                  | Título                                          | Duração |  |
| 11.                                                                  | "Your Bruise"                                   |         |  |
| 12.                                                                  | "President of What?"                            |         |  |
| 13.                                                                  | "Fake Frowns"                                   |         |  |
| 14.                                                                  | "Sweet and Tender Hooligan" (feat. Sean Nelson) |         |  |
| 15.                                                                  | "State Street Residential"                      |         |  |
| 16.                                                                  | "Amputations"                                   |         |  |
| 17.                                                                  | "Pictures in an Exhibition"                     |         |  |